# Никола Терзић
Никола Терзић (Јагодина, 28. септембра 2000) српски је фудбалер који тренутно наступа за ИМТ.

## Статистика

### Клупска
Ажурирано 2. јануара 2024.
|                          |          |                     |    |    |   |   |    |   |   |   |    |    |  |  |
| Чукарички                | 2018/19. | Суперлига Србије    | 0  | 0  | 0 | 0 | —  | — | — | — | 0  | 0  |  |  |
| Чукарички                | 2019/20. | Суперлига Србије    | 0  | 0  | 0 | 0 | 0  | 0 | — | — | 0  | 0  |  |  |
| Чукарички                | Укупно   | Укупно              | 0  | 0  | 0 | 0 | 0  | 0 | — | — | 0  | 0  |  |  |
|                          |          |                     |    |    |   |   |    |   |   |   |    |    |  |  |
| ИМТ (позајмица)          | 2019/20. | Српска лига Београд | 14 | 4  | — | — | —  | — | — | — | 14 | 4  |  |  |
| ИМТ (позајмица)          | 2020/21. | Прва лига Србије    | 16 | 8  | 3 | 4 | —  | — | — | — | 19 | 12 |  |  |
| ИМТ (позајмица)          | Укупно   | Укупно              | 30 | 12 | 3 | 4 | —  | — | — | — | 33 | 16 |  |  |
|                          |          |                     |    |    |   |   |    |   |   |   |    |    |  |  |
| Партизан                 | 2020/21. | Суперлига Србије    | 1  | 0  | 0 | 0 | —  | — | — | — | 1  | 0  |  |  |
| Партизан                 | 2021/22. | Суперлига Србије    | 27 | 6  | 1 | 0 | 7  | 0 | — | — | 35 | 6  |  |  |
| Партизан                 | 2022/23. | Суперлига Србије    | 8  | 1  | 1 | 0 | 3  | 0 | — | — | 12 | 1  |  |  |
| Партизан                 | 2023/24. | Суперлига Србије    | 0  | 0  | — | — | 0  | 0 | — | — | 0  | 0  |  |  |
| Партизан                 | Укупно   | Укупно              | 36 | 7  | 2 | 0 | 10 | 0 | — | — | 48 | 7  |  |  |
|                          |          |                     |    |    |   |   |    |   |   |   |    |    |  |  |
| Бандимарспор (позајмица) | 2022/23. | Друга лига Турске   | 11 | 0  | — | — | —  | — | — | — | 11 | 0  |  |  |
|                          |          |                     |    |    |   |   |    |   |   |   |    |    |  |  |
| Хапоел Ум ел Фам         | 2023/24. | Лига Леумит         | 3  | 0  | 0 | 0 | —  | — | — | — | 3  | 0  |  |  |
|                          |          |                     |    |    |   |   |    |   |   |   |    |    |  |  |
| Каријера                 | Каријера | Каријера            | 80 | 19 | 5 | 4 | 10 | 0 | — | — | 95 | 23 |  |  |
|                          |          |                     |    |    |   |   |    |   |   |   |    |    |  |  |

### Утакмице у дресу репрезентације
| Репрезентација Србије у узрасту до 18 година старости | Репрезентација Србије у узрасту до 18 година старости | Репрезентација Србије у узрасту до 18 година старости | Репрезентација Србије у узрасту до 18 година старости | Репрезентација Србије у узрасту до 18 година старости | Репрезентација Србије у узрасту до 18 година старости | Репрезентација Србије у узрасту до 18 година старости | Репрезентација Србије у узрасту до 18 година старости | Репрезентација Србије у узрасту до 18 година старости | Репрезентација Србије у узрасту до 18 година старости |
| #                                                     | Датум                                                 | Такмичење                                             | Локација                                              | Домаћин                                               | Резултат                                              | Гост                                                  | Мин.                                                  | Гол                                                   | Реф.                                                  |
| ----------------------------------------------------- | ----------------------------------------------------- | ----------------------------------------------------- | ----------------------------------------------------- | ----------------------------------------------------- | ----------------------------------------------------- | ----------------------------------------------------- | ----------------------------------------------------- | ----------------------------------------------------- | ----------------------------------------------------- |
| 1.                                                    | 11. децембар 2017.                                    | Међународни турнир у Израелу                          | СЦ ФС Израела, Тел Авив                               | Израел                                                | 1 : 0                                                 | Србија                                                |                                                       | [ 23 ]                                                |                                                       |
| 2.                                                    | 12. децембар 2017.                                    | Међународни турнир у Израелу                          | СЦ ФС Израела, Тел Авив                               | Немачка                                               | 1 : 0                                                 | Србија                                                |                                                       | [ 24 ]                                                |                                                       |
| 2                                                     | Укупан број утакмица и постигнутих погодака           | Укупан број утакмица и постигнутих погодака           | Укупан број утакмица и постигнутих погодака           | Укупан број утакмица и постигнутих погодака           | Укупан број утакмица и постигнутих погодака           | Укупан број утакмица и постигнутих погодака           | Укупан број утакмица и постигнутих погодака           | 0                                                     | [ 25 ]                                                |

| Репрезентација Србије у узрасту до 19 година старости | Репрезентација Србије у узрасту до 19 година старости | Репрезентација Србије у узрасту до 19 година старости | Репрезентација Србије у узрасту до 19 година старости | Репрезентација Србије у узрасту до 19 година старости | Репрезентација Србије у узрасту до 19 година старости | Репрезентација Србије у узрасту до 19 година старости | Репрезентација Србије у узрасту до 19 година старости | Репрезентација Србије у узрасту до 19 година старости | Репрезентација Србије у узрасту до 19 година старости |
| #                                                     | Датум                                                 | Такмичење                                             | Локација                                              | Домаћин                                               | Резултат                                              | Гост                                                  | Гол                                                   | Реф.                                                  |                                                       |
| ----------------------------------------------------- | ----------------------------------------------------- | ----------------------------------------------------- | ----------------------------------------------------- | ----------------------------------------------------- | ----------------------------------------------------- | ----------------------------------------------------- | ----------------------------------------------------- | ----------------------------------------------------- | ----------------------------------------------------- |
| 1.                                                    | 11. октобар 2018.                                     | Пријатељска утакмица                                  | Кућа фудбала, Стара Пазова                            | Србија                                                | 0 : 0                                                 | Русија                                                |                                                       | [ 26 ]                                                |                                                       |
| 2.                                                    | 13. октобар 2018.                                     | Пријатељска утакмица                                  | Кућа фудбала, Стара Пазова                            | Србија                                                | 0 : 3                                                 | Русија                                                |                                                       | [ 27 ]                                                |                                                       |
| 3.                                                    | 14. новембар 2018.                                    | Квалификације за Европско првенство                   | Стадион Стангмор Парк, Дунганон                       | Србија                                                | 2 : 2                                                 | Казахстан                                             |                                                       | [ 28 ]                                                |                                                       |
| 4.                                                    | 17. новембар 2018.                                    | Квалификације за Европско првенство                   | Стадион Овал, Белфаст                                 | Северна Ирска                                         | 1 : 3                                                 | Србија                                                | Гол                                                   | [ 29 ]                                                |                                                       |
| 5.                                                    | 20. новембар 2018.                                    | Квалификације за Европско првенство                   | Стадион у Колерејну                                   | Пољска                                                | 1 : 4                                                 | Србија                                                | Гол                                                   | [ 30 ]                                                |                                                       |
| 6.                                                    | 12. фебруар 2019.                                     | Пријатељска утакмица                                  | Стадион у Поречу                                      | Хрватска                                              | 0 : 0                                                 | Србија                                                |                                                       | [ 31 ]                                                |                                                       |
| 7.                                                    | 14. фебруар 2019.                                     | Пријатељска утакмица                                  | Стадион Плава лагуна, Пореч                           | Хрватска                                              | 1 : 0                                                 | Србија                                                |                                                       | [ 32 ]                                                |                                                       |
| 8.                                                    | 26. фебруар 2019.                                     | Пријатељска утакмица                                  | Кућа фудбала, Стара Пазова                            | Србија                                                | 0 : 1                                                 | Словенија                                             |                                                       | [ 33 ]                                                |                                                       |
| 9.                                                    | 28. фебруар 2019.                                     | Пријатељска утакмица                                  | Кућа фудбала, Стара Пазова                            | Србија                                                | 2 : 0                                                 | Словенија                                             |                                                       | [ 34 ]                                                |                                                       |
| 10.                                                   | 26. март 2019.                                        | Квалификације за Европско првенство                   | Стадион Еуганео, Падова                               | Србија                                                | 0 : 2                                                 | Италија                                               |                                                       | [ 35 ]                                                |                                                       |
| 10                                                    | Укупан број утакмица и постигнутих погодака           | Укупан број утакмица и постигнутих погодака           | Укупан број утакмица и постигнутих погодака           | Укупан број утакмица и постигнутих погодака           | Укупан број утакмица и постигнутих погодака           | Укупан број утакмица и постигнутих погодака           | Укупан број утакмица и постигнутих погодака           | 2                                                     |                                                       |

| Репрезентација Србије у узрасту до 21 године старости | Репрезентација Србије у узрасту до 21 године старости | Репрезентација Србије у узрасту до 21 године старости | Репрезентација Србије у узрасту до 21 године старости | Репрезентација Србије у узрасту до 21 године старости | Репрезентација Србије у узрасту до 21 године старости | Репрезентација Србије у узрасту до 21 године старости | Репрезентација Србије у узрасту до 21 године старости | Репрезентација Србије у узрасту до 21 године старости | Репрезентација Србије у узрасту до 21 године старости |
| #                                                     | Датум                                                 | Такмичење                                             | Локација                                              | Домаћин                                               | Резултат                                              | Гост                                                  | Гол                                                   | Реф.                                                  |                                                       |
| ----------------------------------------------------- | ----------------------------------------------------- | ----------------------------------------------------- | ----------------------------------------------------- | ----------------------------------------------------- | ----------------------------------------------------- | ----------------------------------------------------- | ----------------------------------------------------- | ----------------------------------------------------- | ----------------------------------------------------- |
| 1.                                                    | 7. октобар 2021.                                      | Квалификације за Европско првенство                   | Фудбалска академија, Јереван                          | Јерменија                                             | 1 : 4                                                 | Србија                                                | Гол                                                   | [ 36 ]                                                |                                                       |
| 2.                                                    | 12. октобар 2021.                                     | Квалификације за Европско првенство                   | Стадион Партизана, Београд                            | Србија                                                | 0 : 3                                                 | Француска                                             |                                                       | [ 37 ]                                                |                                                       |
| 3.                                                    | 12. новембар 2021.                                    | Квалификације за Европско првенство                   | Стадион Карађорђе, Нови Сад                           | Србија                                                | 0 : 0                                                 | Фарска Острва                                         |                                                       | [ 38 ]                                                |                                                       |
| 4.                                                    | 24. март 2022.                                        | Квалификације за Европско првенство                   | Стадион Тржни центар, Вождовац                        | Србија                                                | 2 : 1                                                 | Северна Македонија                                    |                                                       | [ 39 ]                                                |                                                       |
| 5.                                                    | 29. март 2022.                                        | Квалификације за Европско првенство                   | ТСЦ академија, Бачка Топола                           | Србија                                                | 2 : 0                                                 | Јерменија                                             | Гол                                                   | [ 40 ]                                                |                                                       |
| 6.                                                    | 2. јун 2022.                                          | Квалификације за Европско првенство                   | Алпски стадион, Гренобл                               | Француска                                             | 2 : 0                                                 | Србија                                                |                                                       | [ 41 ]                                                |                                                       |
| 7.                                                    | 7. јун 2022.                                          | Квалификације за Европско првенство                   | Стадион у Клаксвику                                   | Фарска Острва                                         | 1 : 1                                                 | Србија                                                |                                                       | [ 42 ]                                                |                                                       |
| 7                                                     | Укупан број утакмица и постигнутих погодака           | Укупан број утакмица и постигнутих погодака           | Укупан број утакмица и постигнутих погодака           | Укупан број утакмица и постигнутих погодака           | Укупан број утакмица и постигнутих погодака           | Укупан број утакмица и постигнутих погодака           | 2                                                     |                                                       |                                                       |

## Трофеји и награде
ИМТ
- Српска лига Београд: 2019/20.[43]
- Куп Београда : 2020.[44]